# 12492 Tanais
12492 Tanais là một tiểu hành tinh vành đai chính với chu kỳ quỹ đạo là 1772.0756322 ngày (4.85 năm).
Nó được phát hiện ngày 3 tháng 5 năm 1997.